# Figlio di nessuno (album)
Figlio di nessuno è il primo album in studio del rapper italiano Coez, pubblicato nel 2009 da La Suite Records e distribuito dalla Self Distribuzione Spa.

## Descrizione
Il disco, che contiene dodici tracce più una traccia fantasma dopo l'outro (Balla con me), tratta temi come il disagio generazionale, il ruolo della fama e dei soldi nella musica ed esperienze di vita dell'artista, che tratta in modo schietto e diretto molteplici argomenti alternando un tono più ironico a un tono più serio e riflessivo. Le tracce sono caratterizzate da incastri, rime ricorrenti che contribuiscono a creare un filo conduttore tra i vari pezzi e da numerosi richiami a film e canzoni.
Il disco contiene collaborazioni con alcuni dei principali esponenti del rap romano, tra cui i membri del collettivo Brokenspeakers, al quale apparteneva lo stesso Coez, e Gufo Supremo (aka Supremo 73, attuale membro del collettivo Gente de Borgata).

## Tracce
1. Intro
2. Nella casa
3. Mi sono perso
4. Cassaforte (feat. Lucci)
5. Figlio di nessuno
6. Sono stanco (feat. Julia)
7. Quello che so
8. You Get Ready (feat. Supremo73)
9. Le cose che non ho
10. È colpa tua
11. Circolo Vizioso Royal (feat. Lucci, Hube, Nicco & Franz)
12. Outro – contiene una traccia fantasma senza titolo